# Sascha Schmitz
Sascha Schmitz (Soest, 5 de janeiro de 1972), popularmente conhecido como Sasha, é um cantor e compositor alemão. De 2003 até 2005 se apresentou com o alter ego de Dick Brave, líder da banda de rockabilly Dick Brave & The Backbeats. É o mais velho de dois filhos. Cresceu dividido entre os dois pais divorciados.

## Carreira

### 1996—2002
Com o passar dos anos, Sasha juntou dinheiro cantando como voz de fundo de vários artistas.
Em 1998, Schmitz assinou um contrato solo com a gravadora Warner Music. Ele trabalhou com Grant, Di Lorenzo and Pete Smith na gravação do seu álbum Dedicated to... que foi lançado em 1998.

### 2003—2004

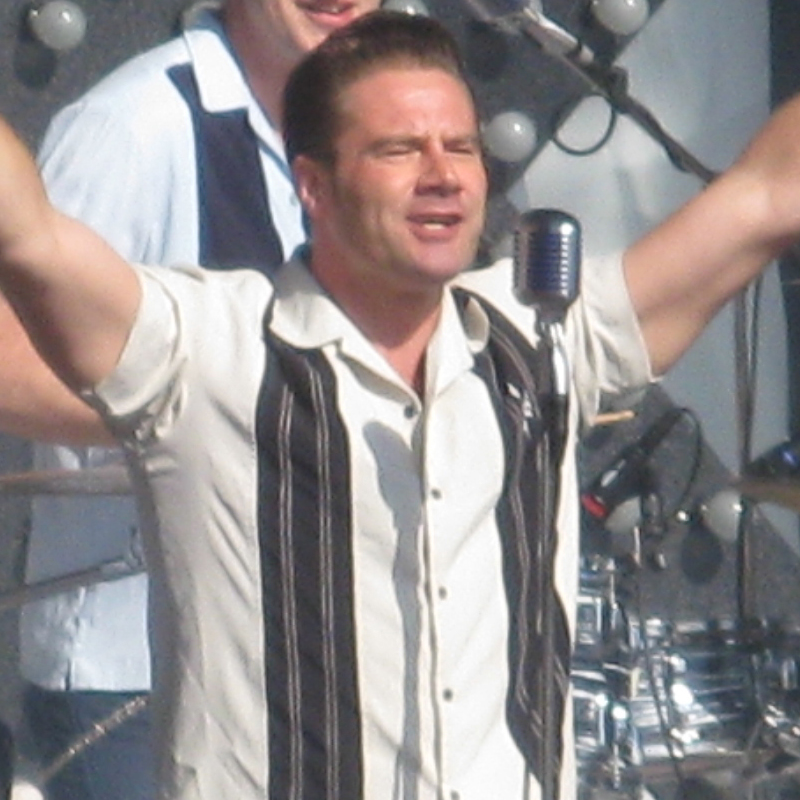
Sascha Schmitz como Dick Brave (2012)

Em 2003, Schmitz começou a se apresentar como o alter ego de "Dick Brave", o vocalista de uma banda de rockabilly chamada Dick Brave & The Backbeats, cujos membros compartilham uma história em uma banda fictícia.
Inspirados em  Nick Cave and the Bad Seeds e originalmente concebido como uma brincadeira (Schmitz e seus colegas músicos André "Adriano Batolba" Tolba, Maik "Mike Scott" Schott, Felix "Phil X Hanson" Wiegand e Martell "Matt L. Hanson" realmente "agia" como Dick no palco e durante as entrevistas), o quinteto gravou um álbum inteiro juntos, incluindo versões covers de canções como "Get the Party Started" de Pink, "Freedom" de George Michael, e "Black or White" de Michael Jackson. 
Em novembro de 2004, o projeto foi interrompido, após um concerto final em Westfalenhalle Dortmunder em 22 de Novembro de 2004.
Em 7 de janeiro de 2006, a banda novamente formada temporariamente para realizar a festa de casamento de Pink e o piloto de motocross Carey Hart na Costa Rica.

### 2005—Atualmente
Após um hiato de dois anos, em 2006 lançou o álbum Open Water. nesse álbum, Sasha trabalhou com compositores de vários países Suécia, Inglaterra e Alemanha, entre outros, tais como Fabio Trentini (membro do H-Blockx) e Robin Grubert . Em Dezembro de 2006, lançou o álbum Greatest Hits.  Em 2009 lançou seu quinto álbum de estúdio, Good News on a Bad Day obtendo as melhores vendas desde  "...You". Em 2011 ele retornou ao seu alter ego de Dick Brave e lançou "Rock'n'Roll Therapy".

## Discografia

### Álbuns de estúdio
- Dedicated to... (1998)
- ...You (2000)
- Surfin' on a Backbeat (2001)
- Open Water (2006)
- Good News on a Bad Day (2009)
- The One (2014)

### Compilações
- Greatest Hits (2006)

### Como Dick Brave and Backbeats
- Dick This (2003)
- Rock and Roll Therapy (2011)

## Filmografia
- Goldene Zeiten (2006) — convidado #3
- Warum Männer nicht zuhören und Frauen schlecht einparken (2007) — Sven
- Ossi's Eleven (2008) — Tommy Beck